# Be Yourself Tonight
Be Yourself Tonight è il quinto album in studio del gruppo musicale britannico Eurythmics, pubblicato il 29 aprile 1985.

## Descrizione
Questo album ha visto l'allontanamento degli Eurythmics dal loro lavoro precedente più sperimentale, con canzoni pop/rock più commerciali. Tuttavia, le registrazioni ancora possedevano un suono con taglio atmosferico, che fece vincere a Stewart dei premi per il suo lavoro di produzione per l'album. L'uscita del disco ha coinciso anche con un nuovo look per la cantante Annie Lennox, che abbandonò il look androgino degli album precedenti.
L'album ha venduto bene, ed è stata top 3 nel Regno Unito e top 10 negli Stati Uniti, così come i singoli di successo. Sono presenti apparizioni di artisti importanti come Aretha Franklin, Stevie Wonder e Elvis Costello. L'album include il primo (e unico) numero uno del duo in UK, "There Must Be an Angel (Playing with My Heart)",  e la Top 5 americana "Would I Lie to You?".
Nessun tour seguì l'uscita dell'album, a causa di un problema di salute di Lennox. Questa condizione fu anche la causa della mancata partecipazione al concerto Live Aid del 1985.

## Tracce
1. Would I Lie to You? – 4:25
2. There Must Be an Angel (Playing with My Heart) – 5:22
3. I Love You Like a Ball and Chain – 4:04
4. Sisters Are Doin' It for Themselves – 5:54
5. Conditioned Soul – 4:30
6. Adrian – 4:29
7. It's Alright (Baby's Coming Back) – 3:45
8. Here Comes That Sinking Feeling – 5:40
9. Better to Have Lost in Love (Than Never to Have Loved at All) – 5:06

Tracce bonus dell'edizione 2005
1. Grown Up Girls – 4:13
2. Tous Les Garçons Et Les Filles – 3:25
3. Sisters Are Doin' It for Themselves (ET Mix) – 7:48
4. Would I Lie to You? (ET Mix) – 4:55
5. Conditioned Soul (Live) – 5:08
6. Hello, I Love You – 2:51

## Classifiche

### Classifiche settimanali
| Classifica (1985) | Posizione massima |
| ----------------- | ----------------- |
| Australia         | 1                 |
| Austria           | 25                |
| Canada            | 3                 |
| Finlandia         | 3                 |
| Francia           | 20                |
| Germania          | 8                 |
| Italia            | 18                |
| Norvegia          | 2                 |
| Nuova Zelanda     | 2                 |
| Paesi Bassi       | 3                 |
| Regno Unito       | 3                 |
| Stati Uniti       | 9                 |
| Svezia            | 2                 |
| Svizzera          | 9                 |

### Classifiche di fine anno
| Classifica (1985) | Posizione |
| ----------------- | --------- |
| Australia         | 5         |
| Canada            | 17        |
| Germania          | 28        |
| Nuova Zelanda     | 12        |
| Paesi Bassi       | 16        |
| Regno Unito       | 15        |
| Stati Uniti       | 54        |
| Classifica (1986) | Posizione |
| Regno Unito       | 30        |